# I Disappear
«I Disappear» es una canción de Metallica que aparece en la banda sonora de la película Misión: Imposible II y que fue además editada como un sencillo en 2000.
Fue esta canción y su descubrimiento en el programa P2P Napster la que provocó la posterior demanda que la banda interpuso contra la empresa por distribuir ilegalmente archivos en mp3 por internet. Esta demanda fue seguida después por numerosas bandas musicales por el mismo problema.
A pesar de aparecer en el video musical, el bajista Jason Newsted no toco el bajo en la grabación, siendo el productor Bob Rock quien se encargó de dicha tarea.
Cabe destacar además que fue la única canción de la banda compuesta en el año 2000.

## Lista de canciones
Sencillo en CD
1. I Disappear – 4:26
2. I Disappear (Instrumental) – 4:32

## Posicionamiento en listas y certificaciones
| Lista (2000)                                | Mejor posición |
| ------------------------------------------- | -------------- |
| Alemania (Media Control AG)                 | 14             |
| Austria (Ö3 Austria Top 40)                 | 25             |
| Bélgica (Flandes) (Ultratip Bubbling Under) | 12             |
| Bélgica (Valonia) (Ultratip Bubbling Under) | 15             |
| Canadá (RPM Rock/Alternative)               | 11             |
| Estados Unidos (Billboard Hot 100)          | 76             |
| Estados Unidos (Modern Rock Tracks)         | 11             |
| Estados Unidos (Mainstream Rock Tracks)     | 1              |
| Finlandia (OFC)                             | 2              |
| Francia (SNEP)                              | 45             |
| Irlanda (IRMA)                              | 31             |
| Italia (FIMI)                               | 8              |
| Noruega (VG-lista)                          | 8              |
| Países Bajos (Mega Single Top 100)          | 36             |
| Reino Unido (UK Singles Chart)              | 35             |
| Suecia (Sverigetopplistan)                  | 25             |
| Suiza (Schweizer Hitparade)                 | 20             |

| País   | Organismo certificador | Certificación | Ref.   |
| ------ | ---------------------- | ------------- | ------ |
| Suecia | GLF                    | Disco de Oro  | [ 18 ] |

### Sucesión en listas
| Anterior: «Kryptonite» de 3 Doors Down «With Arms Wide Open» de Creed | Mainstream Rock Tracks — Sencillo Nro 1 10 de junio de 2000 — 5 de agosto de 2000 19 de agosto de 2000 — 26 de agosto de 2000 | Siguiente: «With Arms Wide Open» de Creed «Californication» de Red Hot Chili Peppers |